# Raduša (gmina Tutin)
Raduša (cyr. Радуша) – wieś w Serbii, w okręgu raskim, w gminie Tutin. W 2011 roku liczyła 75 mieszkańców.